# Jane Evrard
Jane Evrard, nom artístic de Jeanne Chevallier (després del seu matrimoni Jeanne Poulet) (Neuilly-Plaisance, França, 5 de febrer de 1893 - París, 4 de novembre de 1984) fou una música i directora d'orquestra francesa, que l'any 1930 va esdevenir la primera dona a dirigir una orquestra professional a França.

## Biografia
Jane Evrard va començar a tocar el violí a l'edat de set anys. Va acabar els estudis musicals al Conservatori Nacional de París, a la classe de violí dirigida per Augustin Lefort. El 1930 va fundar la seva orquestra, l'Orquestra Femenina de París, composta de vint-i-cinc músiques. A partir d'aquell moment es va fer dir Jane Evrard, i esdevingué pionera com a directora d'orquestra a França.
Al diari Excelsior el compositor i musicògraf Émile Vuillermoz va escriure: «La iniciativa presa per Jane Evrard, excel·lent violinista, música completa i treballadora incansable, és intel·ligent i raonada. Jane Evrard posa damunt la taula el problema de la mà d'obra femenina en la música de conjunts. Vet aquí un gest honest i valent». La seva orquestra va fer diverses gires per França, Portugal, Catalunya i Països Baixos.
El 1928 va participar en dues de les actuacions de la sèrie de concerts a Barcelona que es van organizar per recollir diners per a l'Associació Mundial de Defensa de les Dones. Hi va participar l'Orquestra Femenina, dirigida per Isabel de la Calle. I actuacions de l'Orquestra Femenina de París al Palau de la Música Catalana, dirigida per Evrard, aquestes van contribuir a l'èxit d'aquest iniciativa.
Durant els anys 1920, compaginava la docència com a professora de violí amb la seva activitat interpretativa. Anys avans, al Conservatori va conèixer el violinista Gaston Poulet, amb qui es casaria l'any 1912. La parella va freqüentar a continuació el director d'orquestra Georges Rabani, que dirigia les orquestres del Casino de Deauville i del Théatre de l'Odéon de París. L'any 1913 Pierre Monteux els encarregà que l'ajudessin en la preparació de l'estrena de l'obra Le sacre du Printemps (La consagració de la primavera), d'Ígor Stravinski, en la qual participava el coreògraf i ballarí rus Vàtslav Nijinski. Més endavant, Poulet fundava els Concerts Poulet i el matrimoni acabaria separant-se.
A la fi de la seva vida, va anar a viure a una casa de retir de la Fundació Rossini.

## Reconeixement i memòria
Una plaça al 16è districte de París porta el nom de Jane Evrard des de l'any 2002.